# Adenomus kandianus
Adenomus kandianus é uma espécie de anfíbio da família Bufonidae. Endêmica do Sri Lanka, era conhecida apenas por sua localidade-tipo nas proximidades da cidade de Kandy. Em 2004, a IUCN classificou a espécie como extinta, já que não havia registros de avistamento desde 1872. Em 2012, foi anunciado a redescoberta da espécie no Santuário do Pico Wilderness.

## Nomenclatura e taxonomia
A espécie foi descrita por Albert Carl Ludwig Gotthilf Günther em 1872 como Bujo kadianus. Em 1882, George Albert Boulenger sinonimizou-a com o Adenomus kelartii. Em 1998, foi restaurada a categoria de espécie distinta.

## Distribuição geográfica e habitat
A. kandianus é endêmico do Sri Lanka. Os primeiros espécimes foram coletados nas proximidades de Kandy na província Central, mas a localização exata era desconhecida. Em 2009, quando a espécie foi redescoberta, os espécimes foram registrados na região do Santuário do Pico Wilderness no distrito de Ratnapura, província de Sabaragamuwa.

## Conservação
A União Internacional para a Conservação da Natureza e dos Recursos Naturais (IUCN) classificou a espécie como extinta em 2004, com a justificativa de que buscas na região de Kandy não obtiveram sucesso em encontrar um espécime vivo e por não haver registros de avistamentos do A. kandianus desde 1872. Com a redescoberta da espécie em 2009,  foi recomendado que a mesma seja classificada como "criticamente em perigo", já que é conhecida apenas de uma pequena área e com possível ameaça antropogênica ao habitat, mesmo sendo no interior de um santuário protegido. Em 2012, a IUCN reclassificou a espécie como "criticamente em perigo".